# 迪化城
迪化城是位于今新疆维吾尔自治区乌鲁木齐市天山区，清代乾隆年间始建，后经不断修建、扩建的一座城池。视为今乌鲁木齐市城区的雏形:63。
最初在乾隆年间，乾隆帝将乌鲁木齐城赐名为迪化城，又称迪化屯城。迪化屯城与迪化新城合并，是为新的迪化城，又称汉城。光绪年间，新疆省建省，迪化城（汉城）为省城，又与城西的新满城合并。此外，此城先后为迪化州州城、迪化府府城、迪化县县城、迪化市辖区。在当代，迪化城的城墙绝大部分已经拆除。

## 历史
清灭准噶尔之战中，岳钟琪向雍正帝奏报，吐鲁番和伊犁之间的道路为准噶尔部出入的必经之路，应设置卡伦。雍正帝进一步主张在乌鲁木齐地区筑城。乾隆二十二年（1757年），清军灭准噶尔部。哈萨克汗阿布賚上表内附，提出与清朝互市贸易，以马匹交换内地的布匹、茶叶。当时，乌鲁木齐地区地势空旷、尚未建城。乾隆帝考虑在新疆中部建立一个战略支撑点，乌鲁木齐为合适地点:15—17。此前，清军曾在乌鲁木齐九家湾明故城遗址，建土垒屯兵:38。
乾隆二十四年（1759年，或说乾隆二十三年已选址建城:38），清廷决定在乌鲁木齐地区建造一座城堡 。乾隆帝命乾清门侍卫努三查勘当地可以垦种的土地，由陕甘总督黃廷桂在当地试行屯垦:15—17。清军选择在乌鲁木齐河东、红山以南建土城。土城“周围一里六分（或说一里五分），高一丈二尺”:38，名为乌鲁木齐城。
乾隆二十八年（1763年），向北扩建乌鲁木齐城，同时加高城墙，增加四座城门:63:38。六月癸未，烏魯木齊辦事副都統、侍郎旌額理等上疏，在乌鲁木齐地区“所築二城六堡”即将竣工，“懇照從前城堡之例”，頒賜嘉名。乾隆帝赐乌鲁木齐城曰迪化城，特訥格爾城曰阜康城。「迪化」解释为「启迪教化」，或解释为「启迪开化」。这座“迪化城”实际功能是一座仓库，边长一里五分，占地约0.05平方千米。位于今天山区的乌鲁木齐南门解放路财神楼以南，即南门汗腾格里清真寺，龙泉街（爱国巷）以北。为与后建的城池区分，又称迪化屯城:15—17。
乾隆三十年（1765年），迪化屯城北约一里之外建筑新城。乾隆三十二年（1767年），迪化新城建成，故迪化屯城又称迪化故城。日后，纪晓岚所称“迢递新城接旧城”。迪化新城借用了迪化屯城的城名、城门名:15—17。乾隆三十七年（1772年），在迪化新城、旧城的西面建鞏寧城，后称“老满城”:63:38。而迪化新城、旧城合并为新的迪化城，相对于巩宁城，称“汉城”。日后，旧城成为迪化城（汉城）的商业区。这一“迪化城大致位于今天和平路、人民路、红旗路、民主路所围成的区域”。
乾隆三十八年（1773年），乌鲁木齐同知改为迪化州知州，乌鲁木齐参赞大臣改为乌鲁木齐都统。陕甘总督奏准将巴里坤道移驻迪化州鞏寧城。巩宁城成为当时乌鲁木齐地区的军事、政治中心:64。道光五年（1825年），在迪化城西建满营土城，俗称“新满城”:38。
光绪十年（1884年），新疆建省，省会设于迪化城。1886年，新疆巡撫刘锦棠申请改建迪化城。自新满城东南起，至迪化城（汉城）南门上，扩建城墙，将两城合二为一:38—39。迪化城与新满城以及城厢所在，即今天山区:6。此后，又设迪化府，迪化县:38—39。

## 建筑

### 城市建筑
迪化城（汉城）、新满城、巩宁城（老满城），这三座相邻的城池均为中原特色，城池布局“是以十字大街为中心加上棋盘式长街短巷向四周扩展的方式:38”。在清代，滿城为旗人聚居地，迪化城（汉城）主要为汉族军民聚集地。当时人口以屯军及家眷的汉族为主体，回族次之。故迪化城以汉文化为主体，城内建筑为中国传统建筑。因外省人口繁盛之故，有两湖会馆、川云贵三省会馆、江浙会馆、陕西会馆、山西会馆、甘肃会馆等会馆。迪化文庙（乌鲁木齐文庙）留存至今。
中華民國大陸時期，迪化城仍以汉族人口为主体，只有较少的维吾尔族人口移居迪化城。1950年以后，大批维吾尔族人、哈薩克族人移居迪化市（乌鲁木齐市）。今乌鲁木齐市内的伊斯蘭建築则是在改革开放后才出现的。

### 迪化城墙
迪化城墙呈正方形，周长约八公里，设有七座城门，包含正门四座。乾隆二十八年（1763年）六月癸未，乾隆帝钦定迪化城（迪化屯城）東門曰惠孚門、西門曰豐慶門、南門曰肇阜門、北門曰憬惠門。后，迪化新城移用迪化屯城的城名、城门名:15—17。偏门三座，分别为小南门、小东门、小西门。
清末民初，迪化城墙的东门、北门、南门仍保留有两层的城楼，四周有城墙。1953年起，逐步拆除迪化城墙。期间，发现迪化金汤永固碑，现有迪化金汤永固残碑留存。